# Gabrius austriacus
Gabrius austriacus är en skalbaggsart som beskrevs av Otto Scheerpeltz 1947. Gabrius austriacus ingår i släktet Gabrius, och familjen kortvingar. Arten är reproducerande i Sverige.